# Jack, el destripador de Londres (película)
Jack, el destripador de Londres (título en italiano: 7 cadaveri per Scotland Yard) es una  película italo-española de género giallo de 1971, coescrita y dirigida por José Luis Madrid y protagonizada en los papeles principales por Paul Naschy, Patricia Loran y Renzo Marignano.
Está basada en la figura del célebre asesino en serie Jack el Destripador.
La película fue exhibida como parte de la selección oficial y de la sección informativa en la 4ª Semana Internacional de Cine Fantástico y de Terror que se celebró del 9 al 15 de octubre de 1971 en Sitges. En dicho festival también obtuvo una mención especial Paul Naschy por su contribución en pro del cine de terror.

## Sinopsis
Bruno Doriani, un trapecista de circo, retirado a causa de una lesión, es el principal sospechoso de una ola de crímenes que está asolando la ciudad de Londres. El criminal sigue los métodos empleados por Jack el Destripador, un siglo antes. Su novia es la segunda víctima del asesino y Bruno intentará demostrar su inocencia ayudado por unos amigos.

## Reparto
- Paul Naschy como Bruno Doriani
- Patricia Loran como Lulu
- Renzo Marignano como Inspector Henry Campbell
- Orchidea De Santis como Sandy Christian
- Andrés Resino como Winston Darby Christian
- Irene Mir como Belinda
- Franco Borelli como Detective Hawkins
- Víctor Iregua
- Teresita Castizio
- Carmen Roger como Violeta
- Paloma Moreno como Srta. Sanders
- Víctor Vilanova como McMurdo
- Maika como Prostituta
- Miguel Muniesa como Superintendente Chambers
- Isidro Novellas como Mile
- Alfonso Castizo como Robert
- Antonio Ramis
- Enrique Beltrán